# Jannis Pieter Mazure
Jannis Pieter Mazure (Rotterdam, 24 december 1899 – 's-Gravenhage, 3 november 1990) was een Nederlands politicus.
Mazure was een Rotterdamse onderwijzerszoon, die na de HBS-opleiding aan de Technische Hogeschool in Delft voor de civiele richting koos (1917-1923). Na zijn afstuderen ging hij in 1923 werken bij de Dienst der Zuiderzeewerken. In 1944 werd hij gedetacheerd bij de stichting Ratiobouw, waar hij directeur werd. Hij was een socialist die begin jaren dertig bedankte voor de SDAP en na de oorlog lid werd van de PvdA. Mazure behoorde in 1970 tot de oprichters van DS'70. Was woordvoerder volkshuisvesting en verkeer en waterstaat in de Eerste Kamer tot hij in 1966 Kamerpresident werd. Hij werd in 1950 hoogleraar in de toegepaste mechanica aan de TU Delft. Sinds 1956 was hij daar hoogleraar bouwconstructie.

## Waterbouwkunde
Mazure heeft veel werk verzet op het gebied van getijberekeningen. Hij schreef hierover in 1937 ook zijn proefschrift, een van de eerste waterbouwkundige proefschriften van de TU Delft.
In 1963 werd hem gevraagd een overzicht te schrijven over het waterloopkundig onderzoek dat voor de Zuiderzeewerken gedaan was in het gedenkboek bij het afscheid van prof. Thijsse.

## Hoogleraarschap
Mazure werd in 1950 benoemd tot hoogleraar aan de afdeling weg- en waterbouwkunde van de TU Delft om onderwijs te geven in de toegepaste mechanica. Hij aanvaardde die aanstelling met de rede "De karakteristieke ingenieursfunctie bij vraagstukken van sterkte en stijfheid". In 1956 werd hij ook benoemd tot hoogleraar in de bouwconstructies bij de afdeling bouwkunde. Hij behield beide functies tot 1968.
In deze periode schreef hij een aantal collegedictaten over elasticiteit.

## Waddenzeecommissie
In de loop der eeuwen zijn er veel plannen gemaakt om de Waddenzee in te polderen. In de beginjaren van de plannenmakerij liepen deze plannen meestal vast op de technische onuitvoerbaarheid en een slechte financiële onderbouwing. In de jaren zeventig van de 20e eeuw waren deze plannen technisch wel uitvoerbaar, maar waren er nogal wat stemmen die betoogden dat de waarde van de Waddenzee groter zou zijn dan een ingepolderd gebied. Om hier een besluit over te kunnen nemen, werd op 4 maart 1970 de Waddenzeecommissie onder voorzitterschap van Mazure geïnstalleerd. Deze commissie had tot taak om de voor- en nadelen van inpolderen in kaart te brengen. Mazure werd hiervoor gevraagd vanwege zijn kennis op het gebied van de waterbouwkunde en zijn politieke ervaring. Het eindverslag van de commissie werd in mei 1974 gepubliceerd.